# NP-100 (航空機)
NP-100 アルバトロス
- 用途：モーターグライダー
- 製造者：日本飛行機株式会社
- 初飛行：1975年12月25日
- 生産数：1機 (試作のみ)
- 運用状況：展示中[1]

NP-100 アルバトロスは、1970年代に日本飛行機株式会社が開発した日本製全金属製並列複座モーターグライダーである。一般的なプロペラの代わりにダクテッドファンにより推力を得る。試作試験機が1機製造されたのみで量産されなかった。

## 設計および開発
NP-100は、ダクテッドファンで推力を得るという珍しい特徴を持つ、日本製モーターグライダーである。設計作業は1973年に開始され、1975年12月25日にNP-100試作試験機が初飛行を行った。1976年の試験期間の後に、いくつかの改修が行われ、それに伴いNP-100Aと名称が変更された。量産機の機体形状とパワープラントを決定するため、1978年第2四半期にも試験期間が設けられた。それにもかかわらず、NP-100が量産されることはなかった。試験後は長く個人所有となりかかみがはら航空宇宙博物館へ寄贈予定であったが、所有者の急逝で中止。新たな所有者（個人）を経て日本飛行機に返還された後科博廣澤航空博物館で展示されている。
動力部を除くと、NP-100はごく一般的な高翼単葉グライダーである。主翼は単桁構造の後退角を持たない全金属製直線テーパー翼であり、エルロンと2分割されたフラップを備えていた。内舷と外舷に分割されたフラップはリンクで接続されているが、内舷のフラップはエアブレーキとして使用できるようにより大きな角度まで操舵できた。尾翼も全金属製直線テーパー翼で、水平尾翼は胴体の上面に取り付けられていた。
胴体は標準的な全金属製セミモノコック構造で、主翼前縁まで届く長く低いスライド式2ピースキャノピーを持つ並列座席を備えていた。降着装置は、胴体に取り付けられた並列双車輪式の引込脚で、前方に向かって胴体内に引き込むことが出来た。尾輪は方向舵と連動して操舵することが出来た。胴体の中心部には、改造されたオートバイ用エンジンが置かれ、胴体後部に内蔵された4翅木製ダクテッドファンを駆動した。エンジンへの空気は、胴体中心部両側面のルーバー状のシャッターを持つエアインテークから取り入れており、エンジンの排気は主翼後縁直後の細長い後部胴体の下の腹側へ排気していた。またエンジン停止時にはインテークのシャッターを閉じる仕組みとなっていた。

## 派生型
NP-100初期バージョン。1975年12月25日飛行。
NP-100A1976年以降に行われた改修後のバージョン。80 kg (176.4 lb)増。

## 性能・諸元 (NP-100)
出典: Jane's All the World's Aircraft 1976-77
諸元
- 乗員: 2
- 全長: 8.00 m （26 ft 3 in）
- 全高: 2.23 m （7 ft 4 in）
- 翼幅: 18.00 m（59 ft 1 in）
- 翼面積: 18.00 m2 （193.8 sq ft）
- 翼型: Wortmann FX-67-K-170
- 空虚重量: 420 kg （930 lb）
- 最大離陸重量: 600 kg （1,300 lb）
- 動力: 川崎重工業 HZI レシプロ強制空冷2サイクル直列3気筒748 cc(カワサキ・750SSマッハIV (H2)用エンジン改造)、45 kW  (60 hp (@6,000 rpm))  × 1
- アスペクト比: 18.0
- 燃料搭載量: 40 L (8.8 imp gal; 10.6 US gal)

性能
- 最大速度: 160 km/h  (86 kn; 99 mph)(動力飛行時、海面高度)
- 巡航速度: 90 km/h  (49 kn; 56 mph)(動力飛行時、海面高度)
- 失速速度: 48.5 km/h  (26.2 kn; 30.1 mph)(海面高度)
- 航続距離: 200 km  (120 mi; 110 nmi)(@110 km/h (68.4 mph;59.4 kn))
- 上昇率: 2.0 m/s （390 ft/min）
- 翼面荷重: 33.3 kg/m2 （6.8 lb/sq ft）
- 滞空時間: 2時間(経済巡航速度、燃料満載時)
- 最小沈下率: 0.80 m/s (@83 km/h (51.6 mph; 44.8 kn))(無動力滑空時)
- 最良滑空比: 30:1 (@90 km/h (55.9 mph; 48.6 kn))(無動力滑空時)
- 離陸滑走距離: 365 m (1,198 ft)
- 離陸距離: 600 m (2,000 ft)
- 着陸距離: 400 m (1,300 ft)